# Mezza estate

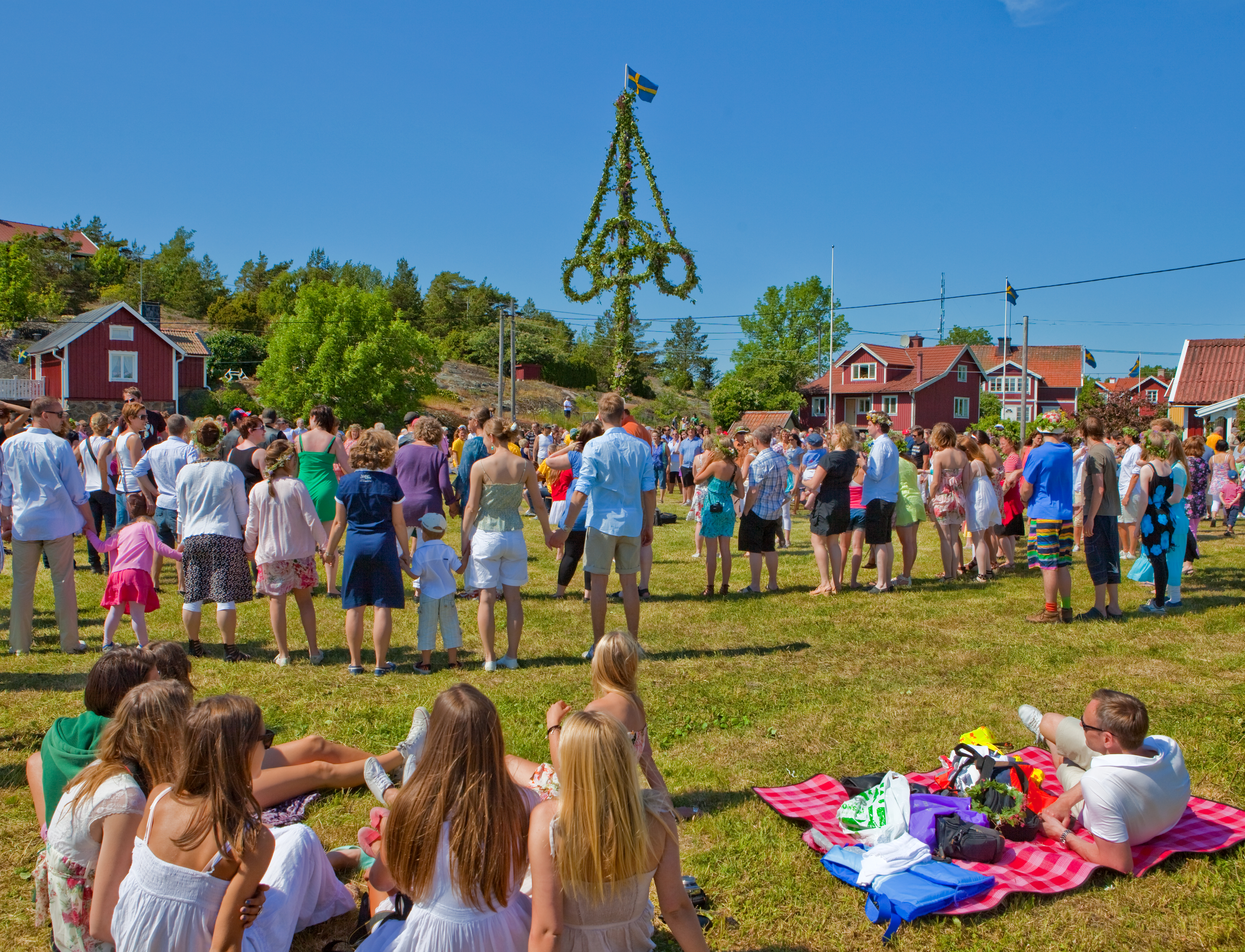
Gli svedesi celebrano la mezza estate nell'isola di Möja (arcipelago di Stoccolma)

La mezza estate è un insieme di macchine festive celebrate in vari paesi del Nord Europa, che hanno tutte luogo in un periodo di giorni variabile, compreso, all'incirca, tra il 11 giugno e il 11 luglio, un lasso di tempo segnato dal solstizio d'estate.
È una ricorrenza importante nella cultura dei paesi scandinavi e dei paesi baltici. In Svezia è a tal punto importante che si è presa in considerazione l'idea di spostare la festa nazionale svedese (uno dei Giorni della bandiera in Svezia, ricorrenza civile) dal 6 giugno al giorno antecedente le celebrazioni di mezza estate (Midsommar).
La celebrazione festiva ha origini pagane e precristiane, legate al significato dell'evento astronomico del solstizio d'estate. Nel calendario cristiano dei santi, il periodo coincide con la ricorrenza del 24 giugno, in cui si commemora la figura di san Giovanni Battista: l'osservanza religiosa inizia la sera prima, in quella che viene chiamata la vigilia di san Giovanni (o notte di san Giovanni).